# Boxabl
 (juin 2023).
 (juin 2023).
La mise en forme du texte ne suit pas les recommandations de Wikipédia : il faut le « wikifier ».
Les points d'amélioration suivants sont les cas les plus fréquents :
- Les titres sont pré-formatés par le logiciel. Ils ne sont ni en capitales, ni en gras.
- Le texte ne doit pas être écrit en capitales (les noms de famille non plus), ni en gras, ni en italique, ni en « petit »…
- Le gras n'est utilisé que pour surligner le titre de l'article dans l'introduction, une seule fois.
- L'italique est rarement utilisé : mots en langue étrangère, titres d'œuvres, noms de bateaux, etc.
- Les citations ne sont pas en italique mais en corps de texte normal. Elles sont entourées par des guillemets français : « et ».
- Les listes à puces sont à éviter, des paragraphes rédigés étant largement préférés. Les tableaux sont à réserver à la présentation de données structurées (résultats, etc.).
- Les appels de note de bas de page (petits chiffres en exposant, introduits par l'outil «  Source ») sont à placer entre la fin de phrase et le point final[comme ça].
- Les liens internes (vers d'autres articles de Wikipédia) sont à choisir avec parcimonie. Créez des liens vers des articles approfondissant le sujet. Les termes génériques sans rapport avec le sujet sont à éviter, ainsi que les répétitions de liens vers un même terme.
- Les liens externes sont à placer uniquement dans une section « Liens externes », à la fin de l'article. Ces liens sont à choisir avec parcimonie suivant les règles définies. Si un lien sert de source à l'article, son insertion dans le texte est à faire par les notes de bas de page.
- La présentation des références doit suivre les conventions bibliographiques. Il est recommandé d'utiliser les modèles {{Ouvrage}}, {{Chapitre}}, {{Article}}, {{Lien web}} et/ou {{Bibliographie}}. Le mode d'édition visuel peut mettre en forme automatiquement les références.
- Insérer une infobox (cadre d'informations à droite) n'est pas obligatoire pour parachever la mise en page.

Pour une aide détaillée, merci de consulter Aide:Wikification.
Si vous pensez que ces points ont été résolus, vous pouvez retirer ce bandeau et améliorer la mise en forme d'un autre article.
Boxabl est une entreprise américaine de technologie de construction de logements basée à Las Vegas, dans le Nevada. Elle a été fondée en 2017 par Paolo Tiramani, Galiano Tiramani et Kyle Denman pour fournir des unités d'habitation accessoires (ADU),.

## Histoire
Boxabl a été lancé en 2017 par Paolo Tiramani, un designer industriel et ingénieur mécanique qui détient plus de 150 brevets, son fils Galiano Tiramani et l'ingénieur mécanique Kyle Denman,,. L'entreprise a démarré avec 2 millions de dollars par les cofondateurs et a levé un total de 150 millions de dollars de financement sur 4 tours, en date de septembre 2022,. Build IP LLC de Paolo Tiramani octroie des licences de brevets à Boxabl. L'installation de production initiale de l'entreprise a été conçue par Porsche.
En septembre 2020, l'entreprise a reçu sa première commande, un contrat fédéral de plus de 9 millions de dollars pour la construction et la livraison de 156 casitas destinées à Camp Justice, la commission militaire de Guantánamo, pour accueillir les avocats et les jurés lors des procès des détenus. Galiano Tiramani a déclaré: "Nous n'avions même pas d'usine ou quoi que ce soit d'autre" lorsque la commande a été passée. Les unités ont fini par fuir et moisir,,,,. L'entreprise a également participé en tant qu'exposant à l'International Builders' Show, qui s'est tenu à Las Vegas en janvier 2020. En mai 2021, CBS News a rapporté l'apparition de Boxabl au TinyFest California small home show de cette année-là.
Après que Boxabl a laissé entendre qu'Elon Musk avait commandé une unité Boxabl en 2020, l'entreprise a commencé à recevoir l'attention des médias à ce sujet en août 2021. Musk a confirmé son achat en septembre 2021,,,.
En mai 2022, la société a annoncé un accord de partenariat avec le constructeur de maisons D. R. Horton, qui comprend un investissement et un partage des ressources, y compris une commande de 100 maisons Casita pour la phase 1,.
En 2022, la société a ouvert son deuxième bâtiment d'usine, bien qu'au début de 2023, il n'était toujours pas équipé pour la production,.
Le chiffre d'affaires de Boxabl pour le premier semestre 2022 est de 7,6 millions de dollars, avec une perte nette de 31 millions de dollars.
Le Pronghorn Group a acheté 176 casitas en 2022 et a reçu des "dizaines" d'entre elles pour servir de main-d'œuvre à la mine de cuivre de Bagdad, en Arizona.

## Produits
Boxabl propose des maisons préfabriquées, appelées Casita, dont les murs, le sol et le toit se replient les uns sur les autres pour former une unité transportable autonome. Les maisons peuvent être déballées et assemblées en moins d'une heure,. Les maisons sont fabriquées sur une chaîne de montage similaire à celle des automobiles. Les maisons sont fabriquées avec des matériaux tels que l'acier, des panneaux de céramique et de la mousse de polystyrène expansé,.
Le modèle phare de l'entreprise est une maison de 375 pieds carrés à 50 000 $ qui est expédiée dans un conteneur de huit pieds de long. Divers modèles peuvent être empilés et configurés dans une variété de configurations. L'entreprise a déclaré qu'elle pouvait produire une nouvelle maison toutes les 90 minutes, bien qu'en un an, l'entreprise ait construit moins de 400 maisons,. Au début de 2023, il y avait 160 000 inscriptions sur la liste d'attente de la casita avec 5,4 millions de dollars de dépôts, bien qu'un million de dollars de dépôts ait été remboursé,.
En 2023, lors de l'International Builders Conference, Boxabl a présenté une nouvelle maison à deux étages comprenant trois chambres à coucher, deux salles de bain et demie et un patio extérieur,.
Boxabl prévoit également d'introduire des styles de maisons tels que des maisons multifamiliales et des manoirs de banlieue.

## Référence
1. 1 2 3  (en) Todd Quinones, « North Las Vegas company creating affordable housing in a box », KTNV,‎ 14 mai 2021 (lire en ligne, consulté le 1er juin 2023)
2. 1 2  Brittany Chang et Tim Levin, « Elon Musk reportedly lives in a $50,000 prefab tiny home that already has a 100,000-unit wait list — see inside a unit », Business Insider,‎ 8 août 2021 (lire en ligne, consulté le 1er juin 2023)
3. ↑  « Homes of Mass Production: Q+A with Boxabl’s Galiano Tiramani », sur builderonline.com, 1er septembre 2022 (consulté le 1er juin 2023)
4. ↑  « Modular Manufacturer, Boxabl, uses Saniflo Rear Discharge Toilets for plumbing », sur saniflo.com (consulté le 1er juin 2023)
5. ↑  (en-US) Mary Meisenzahl, « These shipping containers unfold into $50,000 tiny homes that can be stacked into custom buildings — here's how they work », sur Business Insider (consulté le 1er juin 2023)
6. 1 2  Admin, « A Tiny Home in a Backyard? Boxabl Says Yes. But It Depends on Where You Live. », Inter-tech-ion,‎ 19 mai 2021 (lire en ligne, consulté le 1er juin 2023)
7. ↑  « OFFERING CIRCULAR BOXABL INC. », sur sec.gov, 14 septembre 2022 (consulté le 1er juin 2023)
8. 1 2  « OFFERING CIRCULAR DATED APRIL 1, 2022 BOXABL INC. », sur sec.gov, 1er avril 2022 (consulté le 1er juin 2023)
9. ↑  (en) « Boxabl looks to create a better housing solution », sur HBS Dealer (consulté le 1er juin 2023)
10. ↑  Carol Rosenberg, « At Millions Per Detainee, Guantánamo Prison Stuck in a Cycle of Costly Delays », sur nytimes.com, 16 septembre 2022 (consulté le 1er juin 2023)
11. 1 2 3  Subrina Hudson, « North Las Vegas company aims to deliver affordable modular homes », Las Vegas Review-Journal,‎ 19 septembre 2021 (lire en ligne, consulté le 1er juin 2023)
12. ↑  (en) Jesse Orrall, « Boxabl aims to build foldable homes that cut costs, go up fast », CNET,‎ 24 juillet 2021 (lire en ligne, consulté le 1er juin 2023)
13. 1 2 3  C. N. N. Newsource, « North Las Vegas-based Boxabl racks up 70K-person waitlist for tiny homes amid housing crisis », KESQ,‎ 4 janvier 2022 (lire en ligne, consulté le 1er juin 2023)
14. ↑  (en-CA) « Tiny, modular homes introduced at International Builders' Show », sur calgarysun (consulté le 1er juin 2023)
15. ↑  « Learn more about tiny homes at TinyFest California », CBS News,‎ 14 mai 2021 (lire en ligne)
16. ↑  Larry Rosen, « Is the future a home that unfolds? », The San Francisco Examiner,‎ 14 juillet 2021 (lire en ligne, consulté le 1er juin 2023)
17. ↑  Sanya Jain, « No, Elon Musk Does Not Live In A Boxabl Tiny Home. Here's What He Tweeted », NDTV.com,‎ 15 novembre 2021 (lire en ligne, consulté le 1er juin 2023)
18. ↑  Brittany Chang et Tim Levin, « Yes, Elon Musk Owns a Boxabl, Here’s Everything You Need To Know », Business Insider,‎ 5 août 2022 (lire en ligne, consulté le 1er juin 2023)
19. ↑  « D.R. Horton invests in Boxabl, agrees to first phase 100-unit order », Seeking Alpha,‎ 24 mai 2022 (lire en ligne, consulté le 1er juin 2023)
20. ↑  Margaret Jackson, « Box It Up — This Company's Technology Is Aimed At Making Housing Affordable », Yahoo Finance,‎ 13 octobre 2022 (lire en ligne, consulté le 1er juin 2023)
21. 1 2 3 4  Daniel Geiger et Alex Nicoll, « A tiny-home startup has attracted 160,000 customers, including Elon Musk. But disgruntled customers, an empty factory, and a tie to an alleged Iranian agent cloud its future. », sur Business Insider, 6 février 2023 (consulté le 1er juin 2023)
22. ↑  (en-US) « Startup that created Elon Musk’s foldable house opens a new factory », sur Freethink (consulté le 1er juin 2023)
23. ↑  Caleb Naysmith, « Boxabl, The Startup That Made Elon Musk's Tiny Home, Reports $7 Million Revenue Jump After Releasing First Half 2022 Financials », sur yahoo.com, 16 novembre 2022 (consulté le 1er juin 2023)
24. ↑  (en) « These New $49K Prefabs Can Snap Together Like LEGO Bricks », Decor Report,‎ 23 décembre 2020 (lire en ligne, consulté le 1er juin 2023).
25. ↑  « $50K for a foldable tiny house? The Boxabl dream explained », CNET,‎ 24 juillet 2021 (lire en ligne, consulté le 1er juin 2023)
26. ↑  (en) Caleb Naysmith, « 'A New House Every Minute': How Boxabl's Modular Home Platform Is Making Affordable Housing A Reality And Attracting A Waitlist Of Over 160,000 », sur Benzinga (consulté le 1er juin 2023)
27. ↑  (en-US) « Why Have 40,000 Investors Bought into Boxabl? - Grit Daily News », 20 février 2023 (consulté le 1er juin 2023)
28. ↑  (en) C. N. N. Newsource, « Company unveils 3 bedroom tiny home for $150,000 », sur WKRC, 3 février 2023 (consulté le 1er juin 2023)
29. ↑  (en) « Boxabl Launches $50K Foldable House », sur Treehugger, 12 août 2021 (consulté le 1er juin 2023)